# Casey Cizikas
Casey Cizikas (* 27. Februar 1991 in Toronto, Ontario) ist ein kanadischer Eishockeyspieler, der seit Mai 2011 bei den New York Islanders in der National Hockey League unter Vertrag steht.

## Karriere

### Jugend
Casey Cizikas wurde in Toronto geboren und wuchs im naheliegenden Mississauga auf. Er begann im Alter von drei Jahren mit dem Eishockeyspielen und durchlief die Jugendmannschaften der Mississauga Reps sowie der Mississauga IceHogs. In der Priority Selection der Ontario Hockey League (OHL) wurde er im Jahr 2007 von den Mississauga St. Michael’s Majors an dritter Position ausgewählt und spielte somit ab der Spielzeit 2007/08 weiterhin in seiner Heimatstadt. In seiner ersten Saison mit den Majors erzielte Cizikas 41 Scorerpunkte in 62 Spielen und wurde nach der Saison ins Team Canada Ontario berufen, um an der World U-17 Hockey Challenge 2008 teilzunehmen und dort die Goldmedaille zu gewinnen.
Im NHL Entry Draft 2009 wählten ihn die New York Islanders nach einer sportlich eher durchschnittlichen Saison an 92. Stelle aus, wobei Cizikas erwartungsgemäß weiterhin in Mississauga spielte. In den beiden folgenden Spielzeit steigerte der Angreifer seine Statistik deutlich und hatte somit Anteil daran, dass die Mannschaft jeweils die Conference-Finals erreichte. Zudem führte er das Team in der Spielzeit 2010/11 als Kapitän an und vertrat die U20-Nationalmannschaft Kanadas über den Jahreswechsel bei der Weltmeisterschaft, wo er die Silbermedaille gewann. Daraufhin unterzeichnete er im Mai 2011 einen Einstiegsvertrag bei den New York Islanders.

### New York Islanders
Die New York Islanders gaben Cizikas vorerst an die Bridgeport Sound Tigers, ihr Farmteam aus der American Hockey League (AHL), ab, wo er mit 45 Punkten aus 52 Spielen überzeugte. In der Folge beriefen ihn die Islanders bereits im Februar 2012 ins NHL-Aufgebot, sodass er zu seinem Debüt in der National Hockey League (NHL) kam. Bis zum Ende der Saison 2011/12 kam er auf 15 Einsätze und verbuchte dabei vier Vorlagen.
Bereits die Saison 2012/13 verbrachte Cizikas, obwohl er bei den Tigers als Assistenzkapitän fungierte, zum Großteil in der NHL, ehe er sich mit der folgenden Spielzeit 2013/14 endgültig im NHL-Kader durchsetzte und 80 Einsätze absolvierte.

## Erfolge und Auszeichnungen
| - 2008 OHL All-Rookie Team - 2009 Teilnahme am OHL All-Star Classic - 2011 OHL Third All-Star Team | - 2012 Teilnahme am AHL All-Star Classic - 2012 AHL-Spieler des Monats Januar |

### International
- 2008 Goldmedaille bei der World U-17 Hockey Challenge
- 2011 Silbermedaille bei der U20-Weltmeisterschaft

## Karrierestatistik
Stand: Ende der Saison 2024/25

### International
Vertrat Kanada bei:
- World U-17 Hockey Challenge 2008
- U20-Junioren-Weltmeisterschaft 2011

(Legende zur Spielerstatistik: Sp oder GP = absolvierte Spiele; T oder G = erzielte Tore; V oder A = erzielte Assists; Pkt oder Pts = erzielte Scorerpunkte; SM oder PIM = erhaltene Strafminuten; +/− = Plus/Minus-Bilanz; PP = erzielte Überzahltore; SH = erzielte Unterzahltore; GW = erzielte Siegtore; 1 Play-downs/Relegation; Kursiv: Statistik nicht vollständig)

## Persönliches
Im Jahre 2007 verletzte Cizikas einen Gegenspieler bei einer Rugby-Partie durch ein Tackling so schwer am Kopf, dass dieser wenige Tage später verstarb. Daraufhin stellten Ärzte fest, dass der Verstorbene bereits zwei Wochen zuvor ein Schädel-Hirn-Trauma erlitten hatte, in dessen Folge er mindestens ein Jahr keinen Sport hätte betreiben dürfen. Obwohl ihm die Familie des Verstorbenen keine Vorwürfe machte und den Tod als Unfall bezeichnete, wurde Cizikas im Jahre 2009 der fahrlässigen Tötung für schuldig befunden und zu einer einjährigen Bewährungsstrafe sowie 100 Stunden gemeinnütziger Arbeit verurteilt.